# Kukernag
Kukernag é uma cidade no distrito de Anantnag, no estado indiano de Jammu e Caxemira.

## Demografia
Segundo o censo de 2001, Kukernag tinha uma população de 4858 habitantes. Os indivíduos do sexo masculino constituem 68% da população e os do sexo feminino 32%. Kukernag tem uma taxa de literacia de 63%, superior à média nacional de 59,5%: a literacia no sexo masculino é de 77% e no sexo feminino é de 33%. Em Kukernag, 9% da população está abaixo dos 6 anos de idade.